# کوردون (لهستان)
کوردون (به لهستانی:  Kordon) یک روستا در لهستان است که در گمینا ناروکا واقع شده‌است.